# Danh sách cầu thủ tham dự Giải vô địch bóng đá nữ U-19 châu Đại Dương 2017
Sau đây là danh sách các cầu thủ của các đội tham gia Giải vô địch bóng đá nữ U-19 châu Đại Dương 2017. Mỗi đội gồm 20 cầu thủ trong đó có hai thủ môn.

## Fiji
Huấn luyện trưởng:  Saroj Kumar
| Số | VT | Cầu thủ             | Ngày sinh (tuổi)  | Trận | Bàn | Câu lạc bộ        |
| -- | -- | ------------------- | ----------------- | ---- | --- | ----------------- |
| 1  | TM | Ateca Tuwai         | 9 tháng 6, 1998   | 0    | 0   | Ba                |
| 2  | HV | Cecelia Nainima     | 20 tháng 5, 1999  | 0    | 0   | Ba                |
| 3  | HV | Mereoni Tora        | 26 tháng 10, 1998 | 0    | 0   | Ba                |
| 4  | HV | Sekola Waqanidrola  | 18 tháng 3, 1998  | 0    | 0   | Rewa              |
| 5  | HV | Veniana Ranadi      | 16 tháng 7, 1998  | 0    | 0   | Ba                |
| 6  | TV | Ledua Senisea       | 14 tháng 4, 2000  | 0    | 0   | Nadi              |
| 7  | TV | Koleta Likuculacula | 17 tháng 8, 2000  | 0    | 0   | Ba                |
| 8  | TV | Timaima Vuniyayawa  | 31 tháng 7, 1998  | 0    | 0   | Rewa              |
| 9  | TĐ | Asenaca Diranuve    | 25 tháng 5, 2000  | 0    | 0   | Savusavu          |
| 10 | TĐ | Luisa Tamanitoakula | 28 tháng 7, 1998  | 0    | 0   | Ba                |
| 11 | TV | Cema Nasau          | 15 tháng 11, 1999 | 0    | 0   | Ba                |
| 12 | TV | Silina Qarawaqa     | 10 tháng 1, 1999  | 0    | 0   | Ba                |
| 13 | TV | Louisa Simmons      | 3 tháng 3, 2000   | 0    | 0   | Ba                |
| 14 | TĐ | Miriama Bakaniceva  | 21 tháng 1, 2000  | 0    | 0   | Tailevu Naitasiri |
| 15 | TV | Maca Ralagi         | 5 tháng 6, 1999   | 0    | 0   | Rewa              |
| 16 | TV | Aliza Hussein       | 23 tháng 7, 2000  | 0    | 0   | Ba                |
| 17 | HV | Miliana Bureitau    | 19 tháng 5, 1999  | 0    | 0   | Navua             |
| 18 | TĐ | Cynthia Dutt        | 3 tháng 9, 2000   | 0    | 0   | Labasa            |
| 19 | HV | Laca Tikosaya       | 13 tháng 4, 2000  | 0    | 0   | Ba                |
| 20 | TM | Francine Lockington | 14 tháng 8, 1999  | 0    | 0   | Lautoka           |

## Nouvelle-Calédonie
Huấn luyện trưởng:  Kamali Fitialeata
| Số | VT | Cầu thủ            | Ngày sinh (tuổi)  | Trận | Bàn | Câu lạc bộ    |
| -- | -- | ------------------ | ----------------- | ---- | --- | ------------- |
| 1  | TM | Karine Xozame      | 15 tháng 11, 1999 | 0    | 0   | AS Wetr       |
| 2  | HV | Darnelle Hace      | 16 tháng 10, 2000 | 0    | 0   | Pole des Iles |
| 3  | HV | Josephine Sakilia  | 10 tháng 11, 1999 | 0    | 0   | OMS Paita     |
| 4  | HV | Ami-Nata Ajapuhnya | 11 tháng 3, 1999  | 0    | 0   | AS Wetr       |
| 5  | HV | Sonia Hnanganyan   | 23 tháng 9, 1998  | 0    | 0   | OMS Paita     |
| 6  | TV | Isabelle Ilengo    | 29 tháng 7, 2000  | 0    | 0   | Pole des Iles |
| 7  | HV | Oceane Forest      | 12 tháng 9, 1998  | 0    | 0   | Lössi         |
| 8  | TV | Shaya Ihmeling     | 9 tháng 1, 1999   | 0    | 0   | Gaïtcha FCN   |
| 9  | TĐ | Alice Wenessia     | 24 tháng 7, 1999  | 0    | 0   | Gaïtcha FCN   |
| 10 | TV | Marie-Laure Palene | 16 tháng 7, 2001  | 0    | 0   | OMS Paita     |
| 11 | HV | Jeanine Humunie    | 26 tháng 10, 2000 | 0    | 0   | Pole des Iles |
| 12 | TV | Johana Takamatsu   | 11 tháng 12, 1999 | 0    | 0   | OMS Paita     |
| 13 | TV | Ivonne Xowi        | 22 tháng 7, 2000  | 0    | 0   | Gaïtcha FCN   |
| 14 | TV | Cassidy Cawa       | 5 tháng 4, 2000   | 0    | 0   | AS Wetr       |
| 15 | TĐ | Valerie Holue      | 2 tháng 12, 1999  | 0    | 0   | Tiga Sports   |
| 16 | TV | Danatienne Baly    | 25 tháng 4, 2000  | 0    | 0   | Pole des Iles |
| 17 | TV | Moisette Broustet  | 3 tháng 11, 1999  | 0    | 0   | OMS Paita     |
| 18 | TĐ | Isabelle Hnaweongo | 18 tháng 2, 1999  | 0    | 0   | Pole des Iles |
| 19 | TV | Marie Waneux       | 15 tháng 6, 2000  | 0    | 0   | OMS Paita     |
| 20 | TM | Kathleen Waunie    | 7 tháng 8, 1999   | 0    | 0   | Lössi         |

## Papua New Guinea
Huấn luyện trưởng:  Rachel Wadunah
| Số | VT | Cầu thủ          | Ngày sinh (tuổi)  | Trận | Bàn | Câu lạc bộ    |
| -- | -- | ---------------- | ----------------- | ---- | --- | ------------- |
| 1  | TM | Faith Kasiray    | 20 tháng 12, 1999 | 1    | 0   | Vitis Yamaros |
| 20 | TM | Amatha Mistera   | 15 tháng 7, 1999  | 0    | 0   | Hearts        |
|    |    |                  |                   |      |     |               |
| 2  | HV | Natasha Sagem    | 12 tháng 11, 1999 | 0    | 0   | Tusbab Kumuls |
| 3  | HV | Margret Joseph   | 4 tháng 1, 1999   | 2    | 0   | Vitis Yamaros |
| 4  | HV | Isabella Natera  | 24 tháng 12, 1999 | 0    | 0   | Marlins       |
| 5  | HV | Bridget Paime    | 15 tháng 1, 2000  | 0    | 0   | Hearts        |
| 6  | HV | Francisca Mani   | 18 tháng 6, 1999  | 0    | 0   | Eriku Wawen   |
| 14 | HV | Leah Karo        | 28 tháng 11, 1998 | 0    | 0   | Hearts        |
|    |    |                  |                   |      |     |               |
| 7  | TV | Marity Sep       | 4 tháng 7, 1999   | 0    | 0   | Vitis Yamaros |
| 8  | TV | Alison Paulias   | 11 tháng 2, 1999  | 0    | 0   | Eriku Wawen   |
| 12 | TV | Bellinda Giada   | 1 tháng 12, 1999  | 3    | 0   | Vitis Yamaros |
| 13 | TV | Ramona Padio     | 13 tháng 3, 1998  | 3    | 0   | Murat         |
| 15 | TV | Robertlynn Kig   | 15 tháng 3, 1999  | 0    | 0   | Marlins       |
| 16 | TV | Serah Tamgol     | 14 tháng 9, 1999  | 0    | 0   | Similin       |
| 19 | TV | Gorethy Paofa    | 27 tháng 12, 1999 | 0    | 0   | Eriku Wawen   |
|    |    |                  |                   |      |     |               |
| 9  | TĐ | Selina Unamba    | 24 tháng 11, 1999 | 1    | 0   | Eriku Wawen   |
| 10 | TĐ | Nicollete Ageva  | 26 tháng 2, 1998  | 3    | 1   | Tusbab Kumuls |
| 11 | TĐ | Mercedes Hapoto  | 5 tháng 6, 1999   | 0    | 0   | Marlins       |
| 17 | TĐ | Melisa Jofari    | 3 tháng 3, 1999   | 0    | 0   | Tusbab Kumuls |
| 18 | TĐ | Jacklyne Maiyosi | 18 tháng 7, 1998  | 3    | 0   | Tusbab Kumuls |

## Samoa
Huấn luyện trưởng:  Martin Tamasese
| Số | VT | Cầu thủ             | Ngày sinh (tuổi)  | Trận | Bàn | Câu lạc bộ               |
| -- | -- | ------------------- | ----------------- | ---- | --- | ------------------------ |
| 1  | TM | Katarina Ah Sui     | 2 tháng 7, 1998   | 0    | 0   | Vailele Unity            |
| 18 | TM | Jecky Toma          | 28 tháng 4, 1999  | 0    | 0   | Faleasiu                 |
|    |    |                     |                   |      |     |                          |
| 2  | HV | Renee Atonio        | 7 tháng 2, 1998   | 0    | 0   | Moataa                   |
| 3  | HV | Hunter Malaki       | 1 tháng 3, 2000   | 0    | 0   | Rush                     |
| 4  | HV | Epi Tafili          | 15 tháng 9, 1998  | 0    | 0   | Moataa                   |
| 5  | HV | Mariecamillia Ah Ki | 4 tháng 10, 2000  | 0    | 0   | University of Queensland |
| 13 | HV | Mole Saofaiga       | 18 tháng 8, 2000  | 0    | 0   | Vaimoso                  |
| 16 | HV | Conzuella Vatu      | 21 tháng 7, 2000  | 0    | 0   | Vaimoso                  |
|    |    |                     |                   |      |     |                          |
| 6  | TV | Sonya Tanuvasa      | 6 tháng 3, 1999   | 0    | 0   | Vaimoso                  |
| 7  | TV | Rachel Tagatauli    | 29 tháng 2, 2000  | 0    | 0   | Hoa Kỳ                   |
| 11 | TV | Matalena Faasavalu  | 13 tháng 8, 1998  | 0    | 0   | Vailele Unity            |
| 12 | TV | Talaiesea Mulitalo  | 1 tháng 7, 1999   | 0    | 0   | Sapapalii                |
| 14 | TV | Emele Paletasala    | 4 tháng 9, 1999   | 0    | 0   | BSL Vaitele Uta          |
| 15 | TV | Natiflo Pereira     | 27 tháng 11, 1998 | 0    | 0   | Vaimoso                  |
| 19 | TV | Kalia Kapisi        | 30 tháng 7, 2000  | 0    | 0   | Manaia                   |
| 20 | TV | Tiffany Rabaino     | 24 tháng 9, 1999  | 0    | 0   | Hoa Kỳ                   |
|    |    |                     |                   |      |     |                          |
| 8  | TĐ | Liana Soifua        | 6 tháng 9, 2000   | 0    | 0   | Hoa Kỳ                   |
| 9  | TĐ | Tianna Sekona       | 2 tháng 5, 1998   | 0    | 0   | Utah Soccer Alliance     |
| 10 | TĐ | Shalom Fiso         | 4 tháng 5, 1999   | 0    | 0   | Vailele Unity            |
| 17 | TĐ | Sophia Aveau        | 2 tháng 10, 1999  | 0    | 0   | Manaia                   |

## Tonga
Huấn luyện trưởng:  Tiane Koaneti
| Số | VT | Cầu thủ            | Ngày sinh (tuổi)  | Trận | Bàn | Câu lạc bộ     |
| -- | -- | ------------------ | ----------------- | ---- | --- | -------------- |
| 1  | TM | Mele Akolo         | 4 tháng 5, 2000   | 0    | 0   | Navutoka       |
| 20 | TM | Adrienne Tahitua   | 11 tháng 1, 1999  | 0    | 0   | Veitongo       |
|    |    |                    |                   |      |     |                |
| 2  | HV | Heilala Moala      | 2 tháng 2, 1999   | 0    | 0   | Veitongo       |
| 3  | HV | Michelle Tuitupou  | 29 tháng 10, 1998 | 0    | 0   | Manukau City   |
| 4  | HV | Meleseini Tufui    | 2 tháng 2, 2000   | 4    | 0   | Veitongo       |
| 5  | HV | Manusiu Latavao    | 29 tháng 9, 1998  | 4    | 0   | Marist         |
| 14 | HV | Patricia Likiliki  | 30 tháng 1, 2001  | 0    | 0   | Longolongo     |
| 15 | HV | Luseane Vivili     | 19 tháng 6, 2000  | 0    | 0   | Longolongo     |
| 17 | HV | Kalolaine Taliauli | 22 tháng 2, 2000  | 0    | 0   | Fasi & Afi     |
| 18 | HV | Sosefina Havea     | 15 tháng 1, 2000  | 0    | 0   | Riviera        |
|    |    |                    |                   |      |     |                |
| 6  | TV | Siunipa Talasinga  | 11 tháng 4, 2002  | 0    | 0   | Veitongo       |
| 7  | TV | Seini Lutu         | 25 tháng 3, 2001  | 7    | 0   | Veitongo       |
| 8  | TV | Halaunga Taholo    | 10 tháng 10, 1998 | 4    | 0   | Longolongo     |
| 9  | TV | Carmel Uhila       | 24 tháng 10, 2001 | 0    | 0   | Central United |
| 12 | TV | Ofa Ataongo        | 24 tháng 6, 2002  | 0    | 0   | Riviera        |
| 16 | TV | Katalina Taliauli  | 28 tháng 2, 1998  | 0    | 0   | Fasi & Avi     |
| 19 | TV | Alexandra Fifita   | 4 tháng 10, 1999  | 0    | 0   | Fasi & Afi     |
|    |    |                    |                   |      |     |                |
| 10 | TĐ | Malia Tongia       | 9 tháng 4, 1998   | 7    | 5   | Lapaha         |
| 11 | TĐ | Mele Kafa          | 20 tháng 1, 2002  | 0    | 0   | Navutoka       |
| 13 | TĐ | Peta Fenukitau     | 15 tháng 1, 1999  | 0    | 0   | Riviera        |